# Vitaly Kunin
Pour les articles homonymes, voir Kunin (homonymie).
Vitaly Kunin (en russe : Виталий Леонидович Кунин, Vitali Leonidovitch Kounine) est un joueur d'échecs russe puis allemand né le 2 octobre 1983 à Moscou. Il est affilié à la fédération  allemande depuis 2002.
Au 1er septembre 2019, il est le 23e joueur allemand avec un classement Elo de 2 546 points.

## Biographie et carrière
Né en Russie, à Moscou, Vitaly Kunin s'est installé en Allemagne avec sa famille en 2001. Il obtint le titre de grand maître international en 2006. 
Il finit deuxième du championnat d'Allemagne d'échecs en 2006 et 2015 et troisième en 2014. 

### Tournois internationaux
En 2010, Kunin termina 1er-10e de la Politiken Cup au Danemark.
En décembre 2015, il finit deuxième du tournoi de Noël de Zurich, puis troisième en 2017. Il remporte le tournoi de Noêl en 2019 et 2021.
En 2016, il remporta la Coupe des pyramides à Fürth avec 6 points sur 7.

### Coupes Mitropa
Vitaly Kunin a représenté l'Allemagne lors de deux coupes Mitropa (en 2016 et 2017), remportant la médaille d'argent par équipe et la médaille d'or individuelle au deuxième échiquier en juin 2016 à Prague.

### Coupe du monde
En 2017, il marqua 8 points sur 11 lors du Championnat d'Europe d'échecs individuel et finit à la 14e place, ce qui le qualifiait pour la coupe du monde. Lors de la Coupe du monde d'échecs 2017, il fut éliminé au premier tour par le numéro un vietnamien Lê Quang Liêm.